# La Roche-sur-Yon
La Roche-sur-Yon este o comună din vestul Franței, prefectura departamentului Vendée, situată în regiunea Pays de la Loire.
Străbătută de râul Yon și afluenții săi, Riaillée și Ornay (împreună cu tributarul său, Soivre), La Roche-sur-Yon își datorează aspectul actual lui Napoleon I, care a transformat un mic târg într-un oraș modern, construit pe un plan regulat în formă de pentagon și dotat cu impunătoare clădiri publice (prefectura, primăria, teatrul, tribunalul, liceul, biserica Saint-Louis etc.), dispuse în jurul unei vaste esplanade centrale, Place Napoléon.
Orașul a fost fondat prin decret imperial la 25 mai 1804 și, la aceeași dată, a fost promovat la rangul de prefectură a departamentului Vendée, înlocuind Fontenay-le-Comte.
Oraș napoleonian, dar conceput de inginerii de la Ponts-et-Chaussées, numele său însuși este sursă de controverse în funcție de schimbările politice care agită secolul al XIX-lea: este redenumit de opt ori: La Roche-sur-Yon, Napoléon (sub Primul Imperiu, Cele O Sută de Zile și a Doua Republică), Bourbon-Vendée (sub Restaurație), Napoléon-Vendée (sub al Doilea Imperiu). Își recapătă numele de origine în 1870.
Este principalul centru urban al departamentului, situat în inima fostului Bas-Poitou, un centru economic cu funcții multiple (în special în sectoarele secundar și terțiar), dar și un pol universitar cu 8 000 de studenți. La Roche-sur-Yon este cea mai populată comună a departamentului, având 54 699 de locuitori în 2022, iar aria sa de atracție atingea 173 911 locuitori în același an. Orașul ocupă poziția a 5-a la nivel regional, iar aria sa metropolitană se află, de asemenea, pe locul 5.

## Geografie

### Localizare
La Roche-sur-Yon este situat în inima bocajului vendéan, în valea râului Yon, afluent al Lay-ului. Orașul este construit pe o stâncă granitică ce domină valea râului Yon, oferindu-i o poziție strategică. Se află în centrul departamentului, iar Napoléon Bonaparte a ales La Roche-sur-Yon ca prefectură datorită poziției sale centrale și strategice, într-un departament care trebuia pacificat după Războaiele din Vendée.
| Challans (43 km) Saint-Hilaire-de-Riez (47 km) Saint-Jean-de-Monts (60 km) Saint-Nazaire (134 km) La Baule-Escoublac (153 km) | Nantes (70 km)                        | Les Herbiers (50 km) Angers (134 km) Paris (432 km)   |
| |                                       | Parthenay (124 km) Poitiers (165 km)                  |
| Les Sables-d'Olonne (35 km)                                                                                                   | La Rochelle (84 km) Bordeaux (295 km) | Luçon (33 km) Fontenay-le-Comte (59 km) Niort (91 km) |

### Comune limitrofe
| Mouilleron-le-Captif  | Dompierre-sur-Yon | La Ferrière          |
| Venansault            |                   | La Chaize-le-Vicomte |
| Aubigny-Les Clouzeaux | Nesmy             | Rives de l'Yon       |

### Climă
În 2010, climatul comunei era de tip oceanic franc, conform unui studiu al CNRS bazat pe o serie de date aferente perioadei 1971-2000. În 2020, Météo-France a publicat o tipologie a climei din Franța metropolitană, conform căreia comuna are un climat oceanic și se află în regiunea climatică Bretagne orientală și meridională, Pays nantais, Vendée, caracterizată prin precipitații reduse vara și o bună însorire.
Pentru perioada 1971-2000, temperatura medie anuală este de 12,2 °C, cu o amplitudine termică anuală de 13,8 °C. Cantitatea medie anuală de precipitații este de 831 mm, cu 12,7 zile de precipitații în ianuarie și 6,4 zile în iulie. Pentru perioada 1991-2020, temperatura medie anuală observată la stația meteorologică  situată în comună este de 12,4 °C, iar cantitatea medie anuală de precipitații este de 885,5 mm.
Pentru viitor, parametrii climatici estimati pentru comună, pentru anul 2050, conform diferitelor scenarii de emisii de gaze cu efect de seră, pot fi consultati pe un site dedicat publicat de Météo-France în noiembrie 2022.

### Cadru geologic
La Roche-sur-Yon este situat în domeniul sud-armoric (mai precis în domeniul vest-vendéan), caracterizat de faza orogenică bretonă a orogenezei hercinică, care a avut loc la începutul Carboniferului inferior, în Tournaisian, acum aproximativ 360 de milioane de ani.
Coliziunea continentală din timpul orogenezei hercinice s-a manifestat în Masivul Armorican printr-un metamorfism general de presiune joasă-moderată, care a condus la formarea gneisurilor și micașisturilor, prin faze de faliere care a generat migmatite și granit. Aceasta a condus, de asemenea, la instalarea unor leucogranite bogate în muscovit și biotit, intruzive în șisturile cristaline, concomitent cu fenomenele de cisaillement și cu metamorfismul.
Astfel, La Roche-sur-Yon face parte dintr-o mare centură de leucogranite situată în sudul Masivului Armorican. Această centură corespunde unui imens batolit format în roci metamorfice, doar câțiva plutoni atingând Paleozoicul epimetamorfizat.
Batolitul este subdivizat în mai multe benzi („panglici”) care prezintă o divergență clară spre est:
- Un ax major (Pointe du Raz - Nantes - Parthenay - Millevaches), orientat N 110-130°E, cu convexitate nord-estică, este asociat cu falia sud-armorică. Aceasta este un decalaj dextrogir de origine cadomiană, cu un respingere orizontală estimată la 500 km[13].
- La nord de acest ax, banda Locronan-Lizio include mai multe formațiuni orientate N 60-100°E, cu apofize la Bignan, Guéhenno, Savenay etc.
- La sud de acest ax, se află o serie discontinuă de masive sintectonice (Trégunc, Pont-l'Abbé, Port-Louis-Ploemeur, Glénan-Quiberon-Houat-Hoëdic-Guérande-Le Croisic, Saint-Brévin, Noirmoutier-La Roche-sur-Yon), aliniate în direcția sud-armorică.

Paralelismul acestor structuri cu falia sud-armorică sugerează influența indirectă a unei constrângeri de tip linéament.
Prezența granitelor pe teritoriul orașului La Roche-sur-Yon este adesea vizibilă în pădurile dese, în pajiști și în cariere, sub formă de blocuri mari, rotunjite, cu textură granulară (tors, arene, haosuri, curgeri de rocă denumite „chirons” în Vendée), precum și în albiile râurilor, unde formează „marmitele de eroziune”. Gneisurile și micașisturile se dispun în benzi lungi, orientate de la nord-vest spre sud-est.

## Urbanism

### Tipologie
La 1 ianuarie 2024, La Roche-sur-Yon este clasificată drept centru urban intermediar, conform noii grile comunale de densitate cu șapte niveluri, definită de INSEE (Institutul Național de Statistică și Studii Economice) în 2022. Face parte din unitatea urbană La Roche-sur-Yon, o unitate urbană monocomenală care constituie un oraș izolat. De asemenea, comuna face parte din aria metropolitană a La Roche-sur-Yon, al cărei centru este. Această arie, care cuprinde 45 de comune, este clasificată în categoria ariilor cu o populație cuprinsă între 50 000 și mai puțin de 200 000 de locuitori.

### Utilizarea terenului
Ocuparea terenurilor din comună, așa cum reiese din baza de date europeană privind ocuparea biogeofizică a solurilor Corine Land Cover (CLC), este marcată de importanța teritoriilor agricole (67,5 % în 2018), în scădere față de 1990 (76,3 %). Distribuția detaliată în 2018 este următoarea: zone agricole heterogene (27,7 %), terenuri arabile (20,1 %), pajiști (19,7 %), zone urbanizate (16,7 %), zone industriale sau comerciale și rețele de comunicații (10,4 %), păduri (3 %), spații verzi artificializate, neagricole (1,6 %), ape continentale (0,8 %). Evoluția ocupării terenurilor în comună și a infrastructurilor sale poate fi observată pe diferitele reprezentări cartografice ale teritoriului: harta Cassini (secolul XVIII), harta de stat-major (1820-1866) și hărțile sau fotografiile aeriene ale IGN pentru perioada actuală (1950 până în prezent).

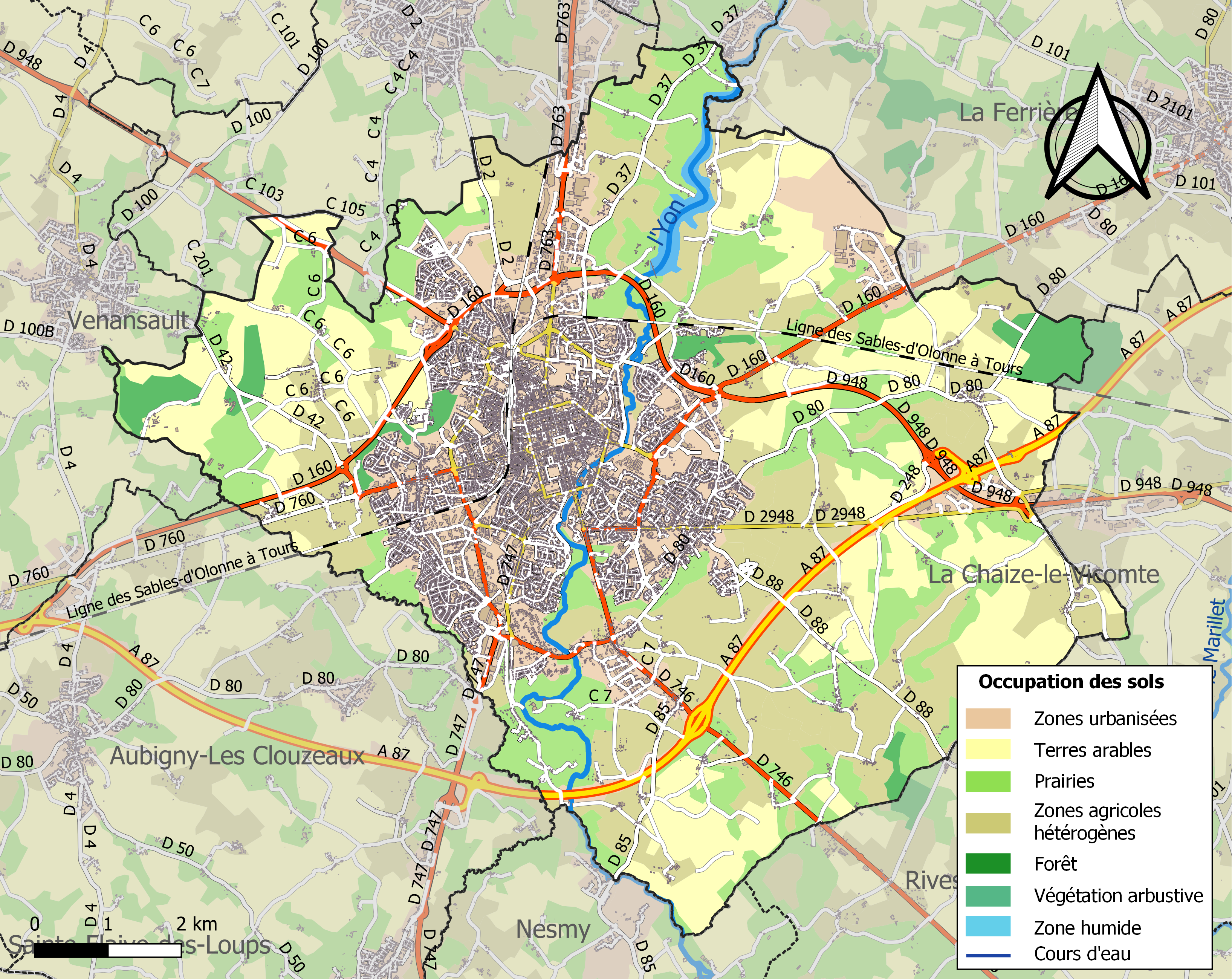
Harta infrastructurii și utilizării terenului a comunei în 2018 (CLC).

### Căi de comunicație și transport

#### Rețeaua rutieră
Rețeaua rutieră din Vendée este organizată în formă de stea în jurul orașului La Roche-sur-Yon. Astfel, orașul se află la intersecția mai multor drumuri departamentale, precum:
- RD 160 (fostul RN 160): Les Sables-d'Olonne ↔ La Roche-sur-Yon ↔ Cholet, Angers, Saumur;
- RD 746 (fostul RN 746): Luçon ↔ La Roche-sur-Yon;
- RD 747 (fostul RN 747): La Tranche-sur-Mer ↔ La Roche-sur-Yon;
- RD 937 (fostul RN 137BIS): Nantes ↔ La Roche-sur-Yon;
- RD 948 (fostul RN 148): Noirmoutier, Challans ↔ La Roche-sur-Yon ↔ Bournezeau, Fontenay-le-Comte, Niort.

La Roche-sur-Yon este, de asemenea, deservit de o autostradă:
- A87 (Angers ↔ La Roche-sur-Yon): ieșirea 30 La Roche-sur-Yon Est.

Autostrada franceză A87 este o autostradă din regiunea Pays de la Loire, administrată de Autoroutes du Sud de la France, care leagă Angers de La Roche-sur-Yon prin Cholet. Această autostradă este conectată la A11, permițând o legătură directă între Paris și Vendée, ceea ce constituie un avantaj pentru turism și pentru dinamismul economic al acestui departament.
Radio Trafic FM (107.7 FM) emite pe autostrada A87, în sectorul administrat de ASF (Autoroutes du Sud de la France). Autostrada A87 face parte din rețeaua ASF din zona de vest.
În anul 2008, această autostradă a fost prelungită de către ASF cu 16 km pentru a servi drept variantă de ocolire sudică a orașului La Roche-sur-Yon. Au fost adăugate trei noduri rutiere:
- Ieșirea 32 La Roche-sur-Yon Sud,
- Ieșirea 31 La Roche-sur-Yon Centre,
- Ieșirea 33 La Roche-sur-Yon Ouest.

Varianta de ocolire sudică este o secțiune a A87, cu o lungime de 16 km, deschisă circulației pe 4 iulie 2008. Aceasta este gratuită pentru utilizatori, iar viteza maximă permisă este de 130 km/h.

#### Transport feroviar
Calea ferată a ajuns la La Roche-sur-Yon pe 24 decembrie 1866, odată cu deschiderea liniei dintre Nantes și La Roche-sur-Yon de către Compagnie d'Orléans. Ulterior, au fost deschise și alte linii către:
- Les Sables-d'Olonne,
- La Rochelle (14 martie 1871, operată de Compagnie des Charentes),
- Bordeaux.

Aceste linii au fost integrate în rețeaua de stat în 1878.
În prezent, La Roche-sur-Yon este conectat prin căi ferate la orașele Les Sables-d'Olonne, Nantes, La Rochelle și Bressuire.
Linia de cale ferată care leagă Nantes de Les Sables-d'Olonne prin La Roche-sur-Yon a fost electrificată de către SNCF și RFF (Réseau ferré de France). Aceste lucrări, împreună cu renovarea gării La Roche-sur-Yon, au permis sosirea TGV la sfârșitul anului 2008.

#### Transport aerian
La Roche-sur-Yon dispune de un mic aeroport civil, aeroportul des Ajoncs sau René Couzinet, situat la aproximativ 6 kilometri nord-est de oraș. Accesul se face prin drumul departamental RD 160 (fostul RN 160).
Aeroportul are două piste, dintre care una este asfaltată.

## Toponimie
Toponimul La Roche-sur-Yon își are originea în poziția orașului construit pe o stâncă și determinată de râul Yon, care îl traversează. Astfel, este denumit Rocha super Oionis fluvium, Rocha super Oium și Roca super Yon în secolul al XI-lea, iar în 1128 apare sub forma apud Rocam Castrum (referire la un castru ridicat pe stâncă).
Caz unic în Europa, La Roche-sur-Yon și-a schimbat numele de opt ori în mai puțin de 70 de ani:
- La Roche-sur-Yon, până la 28 august 1804[30];
- Napoléon, în timpul Primului Imperiu (1804-1814);
- La Roche-sur-Yon, timp de aproximativ două săptămâni în 1814;
- Bourbon-Vendée, în perioada Restaurației (aprilie 1814 - aprilie 1815)[31], în referire la familia conților de Bourbon-Montpensier;
- Napoléon, în timpul celor O Sută de Zile (aprilie 1815 - iunie 1815);
- Bourbon-Vendée, în timpul celei de-a Doua Restaurații și al Monarhiei din Iulie (iunie 1815 - 1848);
- Napoléon, în perioada celei de-a Doua Republici (1848-1852);
- Napoléon-Vendée, în timpul Al Doilea Imperiu (1852-1870);
- La Roche-sur-Yon, din 1870 până în prezent.

## Istorie

### Preistorie și Antichitate
Mai multe descoperiri arheologice dovedesc că teritoriul actual al La Roche-sur-Yon a fost locuit încă din preistorie. Au fost găsite o topor preistoric cu două tăișuri, unelte din silex și, posibil, un dolmen. De asemenea, au fost descoperite monede și obiecte antice, precum și fundațiile unor incinte galice situate pe malurile râului Yon.

### Evul Mediu și Revoluția
În perioada Evului Mediu timpuriu, așezarea se afla sub jurisdicția regională din Talmont.
În secolul al XI-lea, Guillaume le Grand, conte de Poitiers și duce de Aquitania, a inițiat o reorganizare a apărării Bas-Poitou. El a ales ca principal punct strategic Talmont, iar ca bază secundară La Roche-sur-Yon, două fortărețe pe care le-a încredințat loialului său vasal, Guillaume le Chauve.

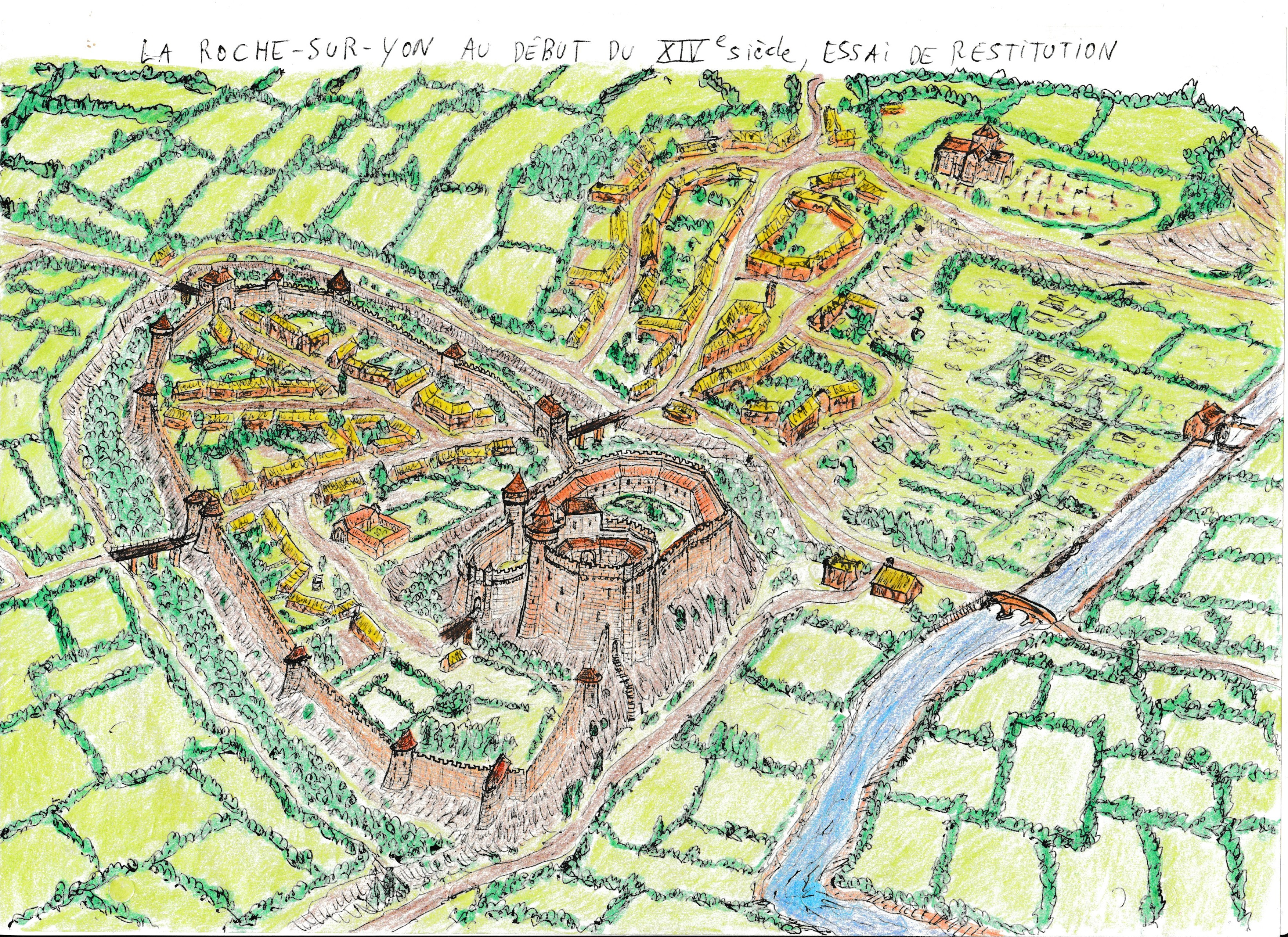
Reprezentare a unei vederi aeriene a orașului La Roche-sur-Yon, așa cum ar fi putut arăta în secolul al XIV-lea, cu castelul său fortificat și burgul fortificat.

În 1296, burgul, senioria și castelul, construit într-un punct strategic al văii râului Yon, sunt cedate de regele Filip cel Frumos lui Carol de Valois.
De-a lungul timpului, în urma investiturilor, moștenirilor și vânzărilor, castelul trece dintr-o mână în alta. În secolul al XV-lea, acesta aparține familiei de Beauvau, înainte de a trece, în 1454, în posesia familiei Bourbon-Vendôme, odată cu căsătoria Isabellei de Beauvau, doamna de La Roche-sur-Yon, cu Jean VIII de Bourbon, conte de Vendôme.
În secolul al XVI-lea, La Roche-sur-Yon devine o principat aflat sub stăpânirea familiei Bourbon-Montpensier, iar mai târziu a ducilor de Orléans.
Castelul orașului este asediat și recucerit de la englezi de către Olivier de Clisson în timpul Războiului de 100 de Ani. Acesta este parțial distrus în timpul războaielor religioase care au zguduit regiunea Poitou și, în cele din urmă, este incendiat în timpul războaielor din Vendée.
În 1793, nordul regiunii Vendée se revoltă împotriva Republicii, însă La Roche-sur-Yon rămâne loială republicii. Totuși, pe 14 martie 1793, insurgenții vendéeni reușesc să ocupe orașul.
După războaiele din Vendée și devastarea provocată de coloanele infernale, orașul nu mai era decât un mic burg, în mare parte distrus.
Un subteran-refugiu cu caracter defensiv, folosit probabil la începutul Evului Mediu, a fost descoperit în 1907 în satul Moulin-Neuf, situat la nord de La Roche-sur-Yon. De asemenea, A. Blanchet menționează existența unei motte (fortificație de pământ) în apropierea grotei-refugiu de la Brunetière.

### Orașul lui Napoleon
Decretul imperial din 5 prairial, anul XII (25 mai 1804), emis de Napoléon Bonaparte, pe atunci prim-consul al Republicii, prevede transferul prefecturii departamentului Vendée de la Fontenay-le-Comte, fosta capitală a Bas-Poitou, la La Roche-sur-Yon.
Acest decret, care pune bazele unui oraș administrativ și militar, face parte atât din măsurile de pacificare a departamentelor din vestul Franței după Războaiele din Vendée, cât și dintr-un proiect mai amplu de reorganizare teritorială a Imperiului.
Alegerea orașului La Roche-sur-Yon se explică prin poziția sa centrală în cadrul departamentului Vendée. Deja traversat de drumul care leagă Saumur de Les Sables-d'Olonne, orașul era suficient de îndepărtat de litoral pentru a nu putea fi atins de o invazie străină în mai puțin de o zi de marș.
În plus, râul Yon, care traversează orașul, putea fi canalizat până la mare. Astfel, a luat naștere un oraș nou, proiectat de inginerii Cormier și Valot, având o formă geometrică distinctivă:
- un plan în formă de pentagon,
- o dispunere în grilă (sau damier),
- împărțirea în patru cartiere organizate în jurul unei piețe centrale de mari dimensiuni.

Niciun schimbare de nume nu era prevăzută în decretul fondator. Totuși, prefectul Merlet, cu acordul Împăratului, a propus înlocuirea denumirii La Roche-sur-Yon cu cea de Napoléon. Această schimbare a fost oficializată printr-un ordin prefectural emis la 10 fructidor, anul XII (28 august 1804):
„ Dacă numele departamentului amintește de ravagiile și distrugerea, atunci numele noului oraș să păstreze amintirea Geniului binefăcător care i-a remediat suferințele. ”— Jean-François Merlet 
La 8 august 1808, în timpul primei și unicei sale vizite, Napoléon, devenit împărat al francezilor, și-a exprimat furia văzând că lucrările de construcție ale „orașului său” avansaseră atât de puțin. El a declarat:
„ Am risipit aur cu mâinile pline pentru a ridica palate, voi ați construit un oraș din noroi. ”
Această remarcă făcea referire la tehnica de construcție utilizată, pisé (pământ bătut). De fapt, Emmanuel Crétet, ministrul său de interne și directorul École nationale des ponts et chaussées, decisese fără aprobarea lui Napoleon să încredințeze reconstruirea orașului lui François Cointeraux, un specialist în tehnica pisé, pentru a reduce costurile.
Pentru a stimula dezvoltarea, a fost promulgată o lege care exonera de taxa funciară, pentru o perioadă de cincisprezece ani, locuințele, grădinile și orice edificiu situat în interiorul bulevardelor. În paralel, a fost instituit un acciz cu un dublu scop: de a controla fluxurile migratorii atrase de șantiere și de a genera venituri pentru municipalitate. Afluxul de criminali și de condamnați la muncă forțată a contribuit la prosperitatea acestui nou oraș, acești indivizi fugind din regiuni unde reputația lor era bine cunoscută. În ciuda numeroaselor expulzări și condamnări, era dificil să se elimine complet din această aglomerație eterogenă elementele sale nocive.
Împăratul a căutat în zadar să încurajeze înființarea unei rafinării de zahăr din sfeclă în această regiune. El a ordonat formarea unor comisii tehnice pentru a studia navigabilitatea râului Yon. De asemenea, mina de caolin, situată la o distanță de zece kilometri și pe care chimistul d'Arcet o considerase potrivită pentru fabricarea faianței ușoare, pare să nu fi prosperat.
În 1812, populația orașului era estimată la doar 1 902 persoane, dintre care 494 erau stabilite acolo încă dinaintea fondării oficiale a respectivei localități. Restul populației era alcătuit din migranți veniți din alte regiuni, incluzând 114 persoane din Fontenay-le-Comte, 498 din diverse zone ale Vendée și 337 din Loire-Inférieure, majoritatea originari din orașul Nantes. La începutul domniei lui Napoleon al III-lea, populația urbană ajunsese la aproximativ 7 500 de suflete. Totuși, ambițiosul obiectiv demografic de 15 000 de locuitori nu a fost atins decât în 1886.

### După Primul Imperiu
Anumite lucrări vor fi finalizate după căderea Primului Imperiu, precum biserica Saint-Louis, comandată în 1804, a cărei construcție începută în 1809 s-a încheiat în 1859.
În 1842, mai multe edificii publice de anvergură destinate locuirii sau comerțului au fost ridicate, în principal de-a lungul principalelor axe, în timp ce perimetrul interior, formând un pentagon, rămânea în mare parte lipsit de construcții. Totuși, vaste spații neconstruite erau încă prezente dincolo de bulevarde, reflectând un statu quo urbanistic. Cazarma temporară construită pe amplasamentul jandarmeriei și al teatrului rămânea în funcțiune, în timp ce primele clădiri ale cazărmei Travot erau înălțate încă din 1830.
Orașul s-a dezvoltat treptat, ajungând până la limitele teritoriului comunei. Deschiderea sa către exterior a permis conectarea reședinței de județ cu principalele orașe ale departamentului, la sfârșitul Primului Imperiu. În această perioadă, un eveniment de importanță majoră a fost inaugurarea, în 1866, a liniei feroviare care lega Nantes de Bordeaux. Trasată la vestul orașului din motive topografice, această cale ferată a favorizat dezvoltarea unui nou cartier în afara perimetrului urban principal. Acest cartier s-a remarcat prin construirea unor hoteluri destinate călătorilor, precum și prin apariția unor industrii și comerțuri legate de sectorul feroviar. În paralel, la vest de această linie, au fost ridicate ansambluri rezidențiale de mică înălțime, destinate în principal angajaților căilor ferate.
Printre proiectele de construcție inițiate în cadrul planului inițial se numără, în special, teatrul și piața sa, locuințele din piața prefecturii, care au fost amenajate într-un mod coordonat, și finalizarea Cazărmii Travot în 1871. În această perioadă, caracterizată de un calm relativ, orașul pare să fi găsit o anumită stabilitate, adaptându-se treptat la noul său spațiu extins. Cartierelor li s-au adăugat treptat noi elemente, favorizând instalarea diverselor activități comerciale și industriale. În paralel, locuințele au început să se răspândească dincolo de perimetrul urban principal, extinzându-se spre comunele învecinate Saint-André-d'Ornay și Bourg-sous-la-Roche.
La finalul acestei etape, infrastructurile publice au cunoscut o dezvoltare considerabilă, incluzând școli normale, un gimnaziu, un haras, un spital de psihiatrie și o a doua cazarmă. Totodată, au început să apară primele rețele de infrastructură pentru alimentarea cu apă, gaz și electricitate. Cu toate acestea, sistemele de canalizare rămâneau încă rudimentare. În 1911, populația aglomerată era de 11 417 locuitori.
În timpul Primului Război Mondial, mai mulți soldați din comună și-au pierdut viața pe câmpul de luptă, printre care și Henri Haigron.

### Al Doilea Război Mondial
În perioada celui de-Al Doilea Război Mondial, orașul a fost ocupat de trupele germane începând cu 22 iunie 1940. Sub această administrație, au fost instituite diverse structuri militare, inclusiv o Feldkommandatur în incinta instituției Saint-Joseph, o Kreiskommandatur în piața Champ de Foire și o Standortkommandatur la primărie. Aceste entități aveau rolul de a asigura aplicarea directivelor autorităților de ocupație în Franța, în special în ceea ce privește administrarea și logistica trupelor germane.
De asemenea, liceul și colegiul de fete, situate în Place Napoléon, au fost rechiziționate și transformate în cazarme, primind numele Blücher și Seydlitz. În urma unei directive referitoare la confiscarea metalelor neferoase, mai multe statui importante, inclusiv cele ale lui Paul Baudry și generalului Travot, au fost topite de forțele de ocupație.
În 1943, au fost ridicate baraje antitanc din șine de cale ferată, restricționând accesul pe drumurile secundare dincolo de bulevardele centrale, lăsând doar un culoar îngust pentru circulație. Pe 22 iunie 1943, un atac aerian a vizat infrastructura feroviară a orașului, lansând patru bombe de o tonă, care au avariat, de asemenea, hangarele aerodromului des Ajoncs. Ulterior, în nopțile de 4 și 5 august 1944, gara La Roche-sur-Yon a fost bombardată.
În contextul retragerii germane, începută pe 26 august 1944, armata germană și Miliția franceză au evacuat orașul în timpul nopții. Pe 1 septembrie, o coloană militară importantă a traversat orașul, deplasându-se dinspre punga de la Saint-Nazaire către punga de la La Rochelle. În timpul acestei retrageri, un membru al Rezistenței, Auguste Murail, a fost executat lângă pasajul de cale ferată de la Tournefou.
Pe 7 septembrie 1944, Wehrmachtul a efectuat o operațiune în oraș, jefuind 100 de milioane de franci de la Banque de France și eliberând prizonieri germani răniți din spital. În aceeași zi, un alt rezistent, Hubert Cailler, a fost împușcat pe rue Sadi-Carnot.
Orașul a fost eliberat pe 17 septembrie 1944, marcând sfârșitul ocupației naziste, iar festivități de eliberare au fost organizate în cinstea evenimentului.

### După 1945
După cel de-Al Doilea Război Mondial, dezvoltarea urbană a orașului a continuat într-un ritm susținut. Încă din 1945, pentru a răspunde noilor condiții și cererii crescânde de locuințe, au fost create habitații cu chirie moderată (HLM) și zone industriale. Acest proces a fost oficializat prin aprobarea planului de amenajare comunal în 1953, urmat de planul de grupare urbanistică, care a inclus municipalitățile La Roche-sur-Yon, Saint-André-d'Ornay și Le Bourg-sous-la-Roche. Acest ultim plan a fost aprobat pe 23 octombrie 1958.
Aceste planuri, concepute de serviciul departamental de urbanism, anticipau o creștere demografică similară cu cea preconizată în 1936, dar pe un termen mai scurt. Expansiunea orașului s-a concretizat pe 11 iulie 1964, când La Roche-sur-Yon a fuzionat cu Le Bourg-sous-la-Roche și Saint-André-d'Ornay, extinzând astfel teritoriul municipal.
În cadrul unui turneu în Vendée, pe 20 mai 1965, Generalul de Gaulle, președintele Celei de-a V-a Republici, a efectuat o vizită în oraș.

### Bicentenar
De-a lungul anului 2004, orașul a sărbătorit bicentenarul fondării sale de către Napoléon Bonaparte.
Pe lângă numeroasele manifestări organizate cu această ocazie, au fost comandate mai multe opere pentru a lăsa o amprentă durabilă a acestui eveniment: o tapițerie monumentală realizată de Jacques Brachet, o sculptură creată de Jean-Pierre Viot și o medalie concepută de Thérèse Dufresne.
O federație a orașelor napoleoniene din Europa a fost înființată, reunind localități precum Ajaccio, Jena, Pontivy, Pułtusk, Waterloo și La Roche-sur-Yon, aceasta din urmă având statut de cofondatoare.

## Populația și societatea

### Date demografice
Evoluția numărului de locuitori este cunoscută prin recensămintele populației efectuate în comună începând din 1800. Pentru comunele cu mai puțin de 10 000 de locuitori, un recensământ al întregii populații este realizat la fiecare cinci ani, populațiile legale pentru anii intermediari fiind estimate prin interpolare sau extrapolare.
În 2022, comuna număra 54 699 locuitori, în creștere cu +1,78 % față de 2016 (Vendée: +5,33 %, Franța fără Mayotte: +2,11 %).
| An        | 1800  | 1821  | 1841  | 1856  | 1876  | 1886   | 1901   | 1921   | 1936   | 1962   | 1982   | 2006   | 2014   | 2022   |
| --------- | ----- | ----- | ----- | ----- | ----- | ------ | ------ | ------ | ------ | ------ | ------ | ------ | ------ | ------ |
| Populație | 1 015 | 2 792 | 5 164 | 8 178 | 9 755 | 11 773 | 13 629 | 13 629 | 16 073 | 24 019 | 45 098 | 50 717 | 53 162 | 54 699 |

## Cultura locală și patrimoniul

### Locuri și monumente

#### Place Napoléon

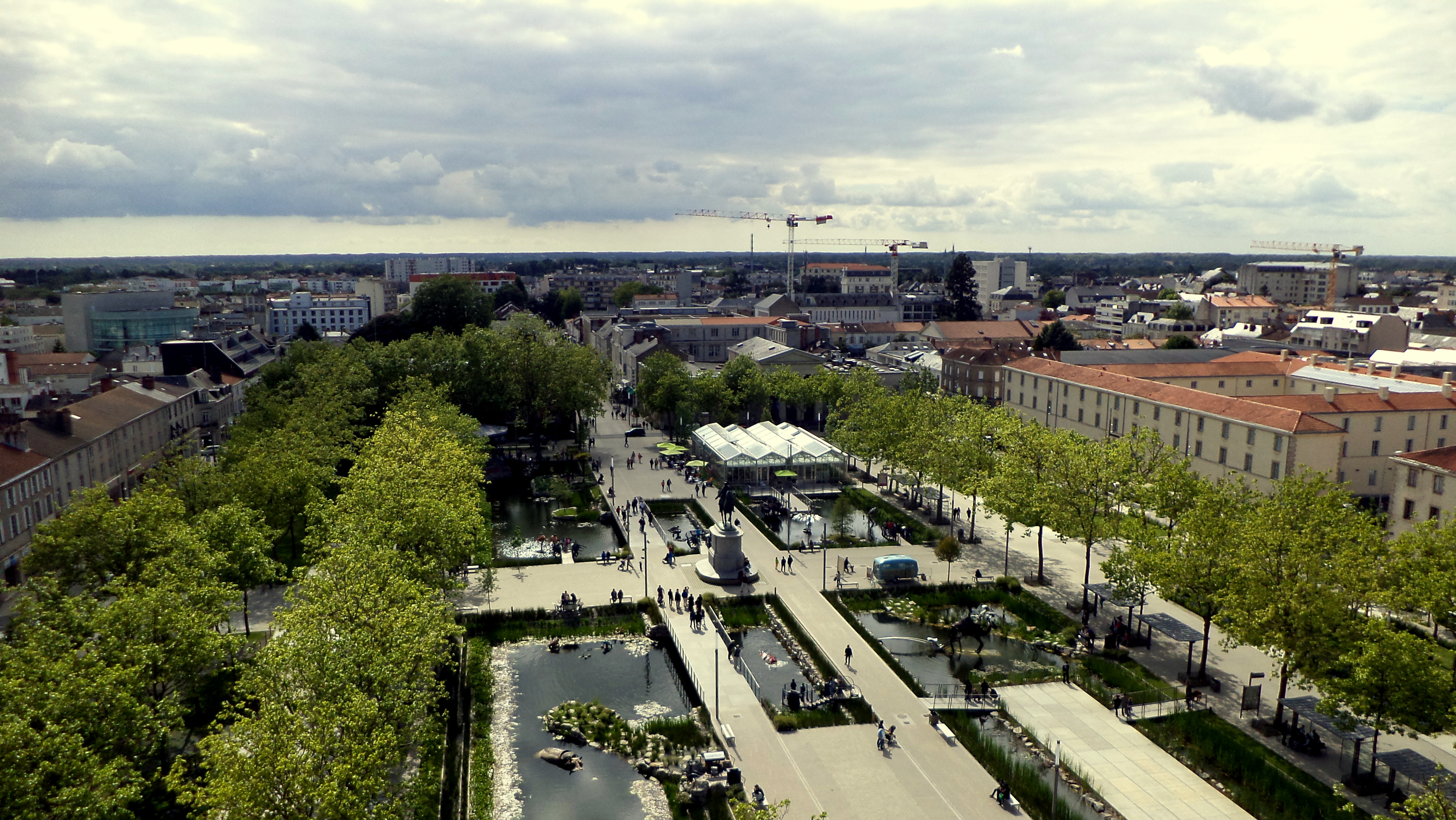
Place Napoléon.

Place Napoléon este una dintre cele mai vaste esplanade publice din Franța. Printre elementele sale importante se numără:
- Biserica Saint-Louis (1830)
- Marele hotel unde a fost primit Napoléon pe 8 august 1808
- Primăria (1810)
- Statuia ecvestră a lui Napoléon (1854)
- Fostul Palat de Justiție (1815)
- Liceul Imperial (1815)

În 2012 au început lucrările de reamenajare a Place Napoléon, a rue Clemenceau și a Place de la Vendée, care rămăseseră practic neschimbate din anii 1980. Astfel, a fost reținută propunerea cabinetului de arhitectură Alexandre Chemetoff et Associés, aleasă de municipalitate.
Lucrările, finalizate în cursul anului 2014, au oferit mai mult spațiu pentru vegetație și apă. În plus, în bazinele de apă ale pieței au fost instalate animale mecanice realizate de François Delarozière, cu care publicul poate interacționa gratuit, în funcție de programul de funcționare.
Proiectul a fost subiectul unor numeroase critici, în special din cauza costului ridicat, dar și din cauza lipsei locurilor de parcare.
În cadrul unui program de construcție, pe amplasamentul fostului colegiu Stéphane Piobetta, dezafectat și situat în apropierea pieței, au fost ridicate locuințe, spații comerciale, un hotel și un cinematograf. Lucrările au început în 2021, iar finalizarea lor era prevăzută pentru începutul anului 2024.

#### Biserica Saint-Louis

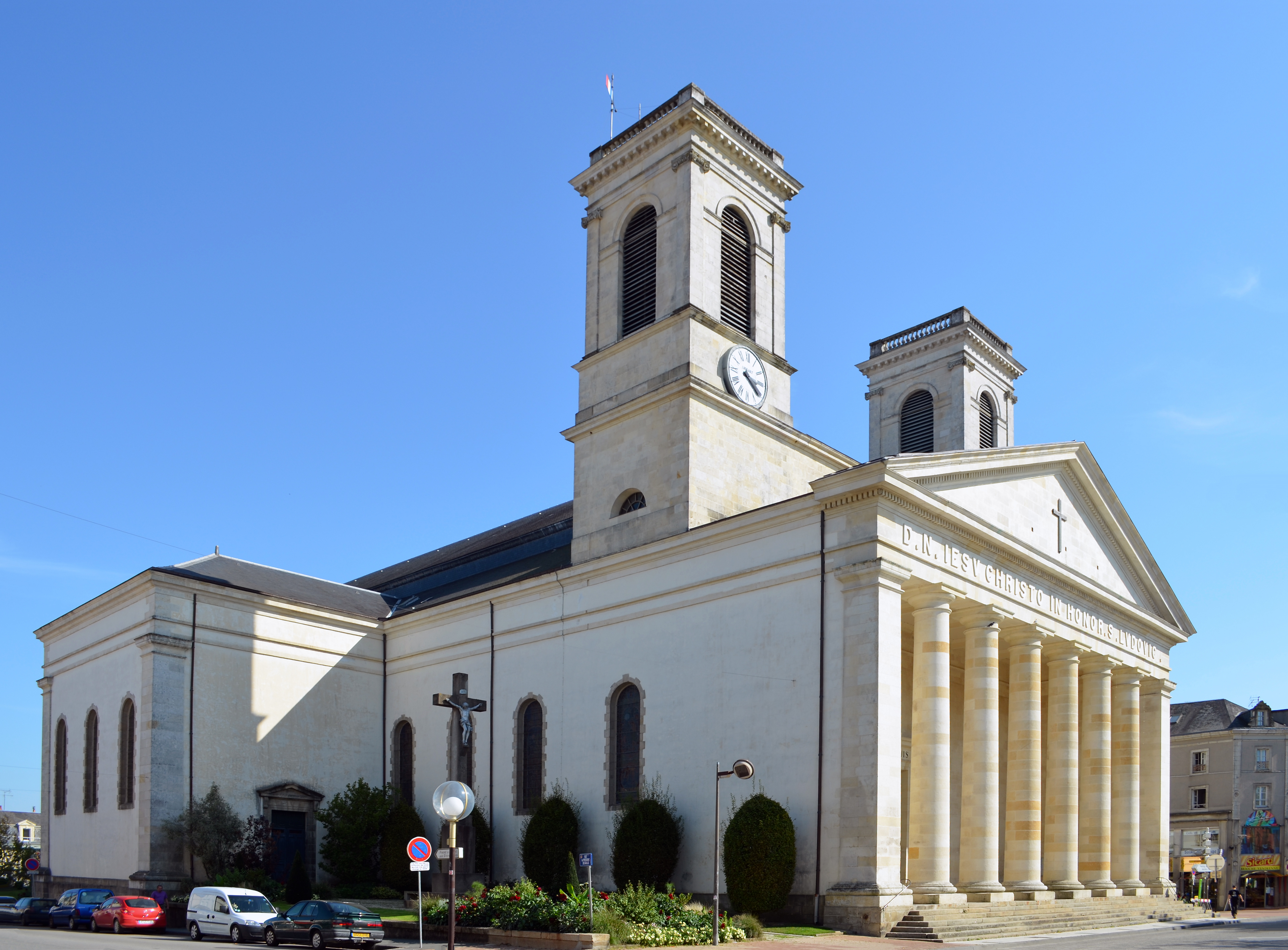
Biserica Saint-Louis.

Construită în mai multe etape, din lipsă de fonduri, între 1809 și 1829, apoi între 1850 și 1859, biserica a fost consacrată sub hramul Sfântului Ludovic în 1830. Biserica Saint-Louis este cel mai vast edificiu religios din Vendée. Situată în inima Pentagonului, pe Place Napoléon, acest lăcaș de cult face parte, alături de primărie, liceul imperial și palatul de justiție, din demersul civic de pace dorit de Napoléon.
Acest edificiu, construit după modelul basilicilor antice, prezintă o arhitectură exterioară neoclasică, pusă în valoare prin retragerea sa față de Place Napoléon.
Interiorul bisericii, puternic inspirat de biserica Saint-Philippe-du-Roule din Paris, prezintă o arhitectură neoclasică, caracterizată printr-un peristil de coloane canelate cu capiteluri corintice, care susțin o boltă în leagăn.
Biserica Saint-Louis, clasată Monument Istoric în 1982, este unul dintre cele mai vaste edificii de cult din Vendée. Printre elementele sale remarcabile se numără o statue policromă a Fecioarei cu Pruncul din secolul al XIV-lea, reprezentând Notre-Dame de La Roche.
Biserica se remarcă prin prezența numeroaselor simboluri republicane, printre care:
- O pictură patriotică dedicată Primului Război Mondial, în care Cristos este reprezentat;
- Un drapel francez arborat pe clopotnița nordică;
- Cristos reprezentat în „albastru, alb și roșu” pe majoritatea vitraliilor[55].

Anul 2029 marchează bicentenarul bisericii Saint-Louis. În acest context, un proiect de restaurare în valoare de aproximativ șapte milioane de euro a fost lansat în 2017 de către autoritățile locale, desfășurându-se pe o perioadă de zece ani.

#### Abația Fontenelles

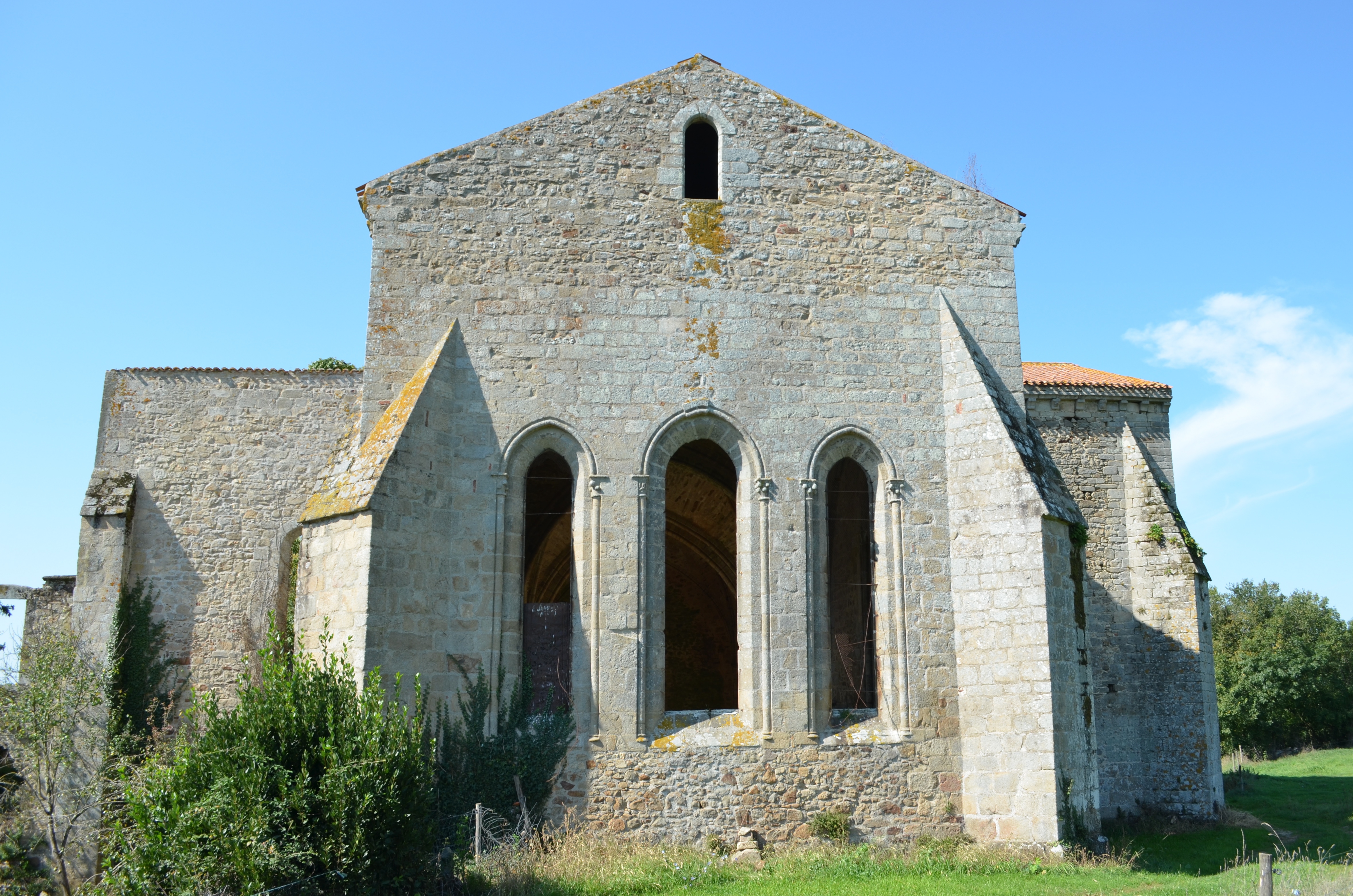
Abația Fontenelles.

Abația Fontenelles, construită încă din 1210 în periferia orașului pentru virtuțile termale ale locului. Abația a fost fondată în 1210 de Guillaume de Mauléon, senior de Talmont, și soția sa, Béatrice de Machecoul, doamna de La Roche-sur-Yon și de Luçon. Aceștia au făcut o donație canonicilor Sfântului Augustin, care depindeau de abația Notre-Dame de Chancelade, din Périgord, pentru ca aceștia să ridice acest așezământ monahal. Acest fapt ne este relatat prin testamentul Béatricei, datat din 1235.
Abația este construită în pădurea din La Roche-sur-Yon, la o leghe, vest de acest castel, pe teritoriul care aparține astăzi fostei comune Saint-André-d'Ornay (ea însăși absorbită de La Roche-sur-Yon în 1964). Este dedicată Fecioarei Maria sub numele de Notre-Dame des Fontenelles, datorită prezenței pe acest teritoriu a unui mic izvor de apă.
Guillaume de Mauléon și soția sa le-au acordat călugărilor drepturi senioriale, cu condiția ca o lampă să fie aprinsă permanent în biserica abațială, precum și două lumânări în timpul fiecărei slujbe.

#### Biserica Sacré-Cœur
thumb|Biserica Sacré-Cœur.
Biserica Sacré-Cœur, situată pe strada Blériot, a fost construită în cartierul cu același nume, iar proiectul său a fost conceput în timpul Primului Război Mondial. Inițial, trebuia să fie o bazilică, dar acest proiect a fost în cele din urmă abandonat. Locul ales pentru construirea bisericii se afla într-un cartier nou, situat la nord de La Roche-sur-Yon, un cartier muncitoresc care nu avea o biserică unde locuitorii să se roage și să se adune.
În 1917, războiul era într-un impas pe fronturi, iar moralul în spatele liniilor era la cel mai scăzut nivel. Claire Ferchaud, din Loublande, spunea că avea viziuni. Tânăra țărancă a avut ocazia să-l întâlnească pe președintele Republicii, Raymond Poincaré. În acea zi, i-a cerut să așeze Sacré-Cœur de Jésus pe drapelul Franței.
Mântuirea Franței era atunci așteptată cu speranță. În ciuda refuzului lui Poincaré, un curent s-a declanșat în Vendée, iar la 18 aprilie 1917, președintele departamentului și episcopul Garnier au promis ridicarea unei bazilici diecezane dedicate Sacré-Cœur.
După război, misiunea a fost încredințată arhitecților Libaudière și Ballereau. Proiectul s-a inspirat din Sacré-Cœur de Montmartre, având un dom monumental și influențe bizantine. Pe un teren donat de preotul Deval, lucrările au început în 1923, iar prima treime a edificiului a fost inaugurată pe 13 noiembrie 1927, în fața a 30 000 - 40 000 de persoane venite din întregul departament.
Născut din războiul din 1914-1918, proiectul bisericii a întâmpinat dificultăți în a fi finalizat chiar și după 1945. „La acea vreme, se urmărea o dezvoltare religioasă, similară cu cea de la Montmartre, cu adorație perpetuă. Însă, din punct de vedere financiar, era o adevărată prăpastie.”
Biserica pe care o cunoaștem astăzi a fost finalizată în 1965.

#### Alte locuri și monumente
- Orașul vechi și vechiul castel

Existând încă din Antichitate, așezarea La Roche-sur-Yon s-a dezvoltat în Evul Mediu odată cu construirea unui castel fortificat. Evoluția sa a continuat până la războaiele din Vendée, perioadă în care așezarea a fost incendiată.
În prezent, mai există piața vechiului ceas și ruinele castelului fortificat din La Roche-sur-Yon.
- Casa Renascentistă

Construită în 1566 și clasificată ca monument istoric în 1930, Casa Renascentistă prezintă o arhitectură ce oscilează între stilul medieval și ornamente inspirate din Renaștere.
Astăzi, clădirea găzduiește un centru de interpretare dedicat istoriei și urbanismului din La Roche-sur-Yon. De asemenea, aici este expus fondul documentar al aviatorului René Couzinet, originar din Vendée.
- Hôtel des Postes

Acest edificiu în stil Art Deco a fost construit pe locul fostei închisori și a fost inaugurat în 1927.
Ornamentația clădirii include mozaicuri și basoreliefuri, reprezentând blazonul orașului, vulturul napoleonian, precum și caduceul.
- Casa Gueffier

Ultima mărturie a unui ansamblu de locuințe construite la începutul anului 1807, destinate găzduirii noilor funcționari ai orașului. Aceste case nu erau menite să dureze, fiind ridicate folosind tehnica tradițională a pisé-ului, o metodă rapidă și economică promovată de antreprenorul lyonez François Cointeraux.
Construcția implica turnarea și compactarea succesivă a straturilor de pământ amestecat cu nisip și pietriș într-un cofraj de lemn. Din păcate, muncitorii au trebuit să lucreze în urgență, în condiții meteorologice nefavorabile, fără a verifica calitatea materialului și fără a consolida zidurile cu structuri din lemn. Iernile aspre din 1807, cu vânturi puternice și temperaturi scăzute, au fragilizat construcțiile. Dintre cele douăzeci și șase de case planificate, doar douăsprezece au fost finalizate și consolidate, iar celelalte paisprezece nu au mai fost construite.
În 1997, Casa Gueffier a fost cumpărată de municipalitate, care i-a atribuit acest nume în onoarea lui André Gueffier (1900-1989), fost proprietar al casei, avocat, rezistent și militant pentru drepturile omului.
- Hôtel de préfecture de la Vendée

Decretul din 5 prairial, anul XII (25 mai 1804) impunea mutarea cât mai rapidă a prefecturii de la Fontenay-le-Comte la La Roche-sur-Yon. Transferul oficial a fost realizat de prefectul Merlet la 19 august 1804.
Construcția noii prefecturi a început în 1806 și s-a finalizat în 1818. Pe durata lucrărilor, prefectul a fost găzduit în castelul Brossardière.
Edificată în timpul Primului Imperiu, prefectura a fost parțial înscrisă pe lista monumentelor istorice la 10 iunie 1991.
- Teatrul în stil italian

Construit în 1845, teatrul din La Roche-sur-Yon este un exemplu tipic al sălilor de spectacol din secolele XVIII și XIX.
A fost complet restaurat în 2005.
- Centrul hipic de reproducție

Construit în 1843, într-un parc împădurit de 4,5 hectare, centrul hipic de reproducție departamental din La Roche-sur-Yon prezintă o arhitectură foarte ordonată, în stil neoclasic.
A fost conceput pentru a găzdui 200 de armăsari și este dedicat turismului, reproducerii ecvine și conservării speciilor.

## Personalități
- Paul Baudry (1828-1886), pictor, s-a născut aici.
- Émile Faguet (1847-1916), scriitor și critic literar, s-a născut aici.
- Cécile Sauvage (1883-1927), poetă și scriitoare, mama lui Olivier Messiaen, s-a născut aici. (O placă comemorativă este amplasată pe casa sa natală din Place Napoléon).
- Paul Couteau (1923-2014), astronom, specialist de renume mondial în stelele duble[63], s-a născut aici.
- Éric Chevillard, născut la La Roche-sur-Yon pe 18 iunie 1964, scriitor.
- Félicia Ballanger, ciclistă (triplu campioană olimpică, de zece ori campioană mondială la ciclism pe pistă), s-a născut aici.
- Thomas Voeckler, ciclist profesionist, a urmat studiile la liceul Notre-Dame-du-Roc.
- Adlène Guedioura, fotbalist profesionist, s-a născut aici.
- Ciryl Gane, practicant de Muay Thai și arte marțiale mixte (MMA), s-a născut aici.

## Înfrățiri
- Germania – Gummersbach - din 1968[64]
- Regatul Unit al Marii Britanii și al Irlandei de Nord – Coleraine - din 1980[64]
- Spania – Cáceres - din 1982[64]
- Canada – Drummondville - din 1983[64]
- Algeria – Tizi Ouzou - din 1988[64]
- România – Costache Negri - din 1989[64]
- China – Zibo - din 1991[64]
- Danemarca – Hørsholm - din 1994[64]
- Senegal – Tambacounda - din 1995[64]
- Statul Palestina – Al-Yamun - din 1996[64]
- Belgia – Sint-Niklaas - din 2003[64]
- Germania – Burg - din 2006[64]